# Arnold (Minnesota)
Arnold è un census-designated place (CDP) degli Stati Uniti d'America, situato nello Stato del Minnesota, nella Contea di St. Louis.